# Pierre Flourens

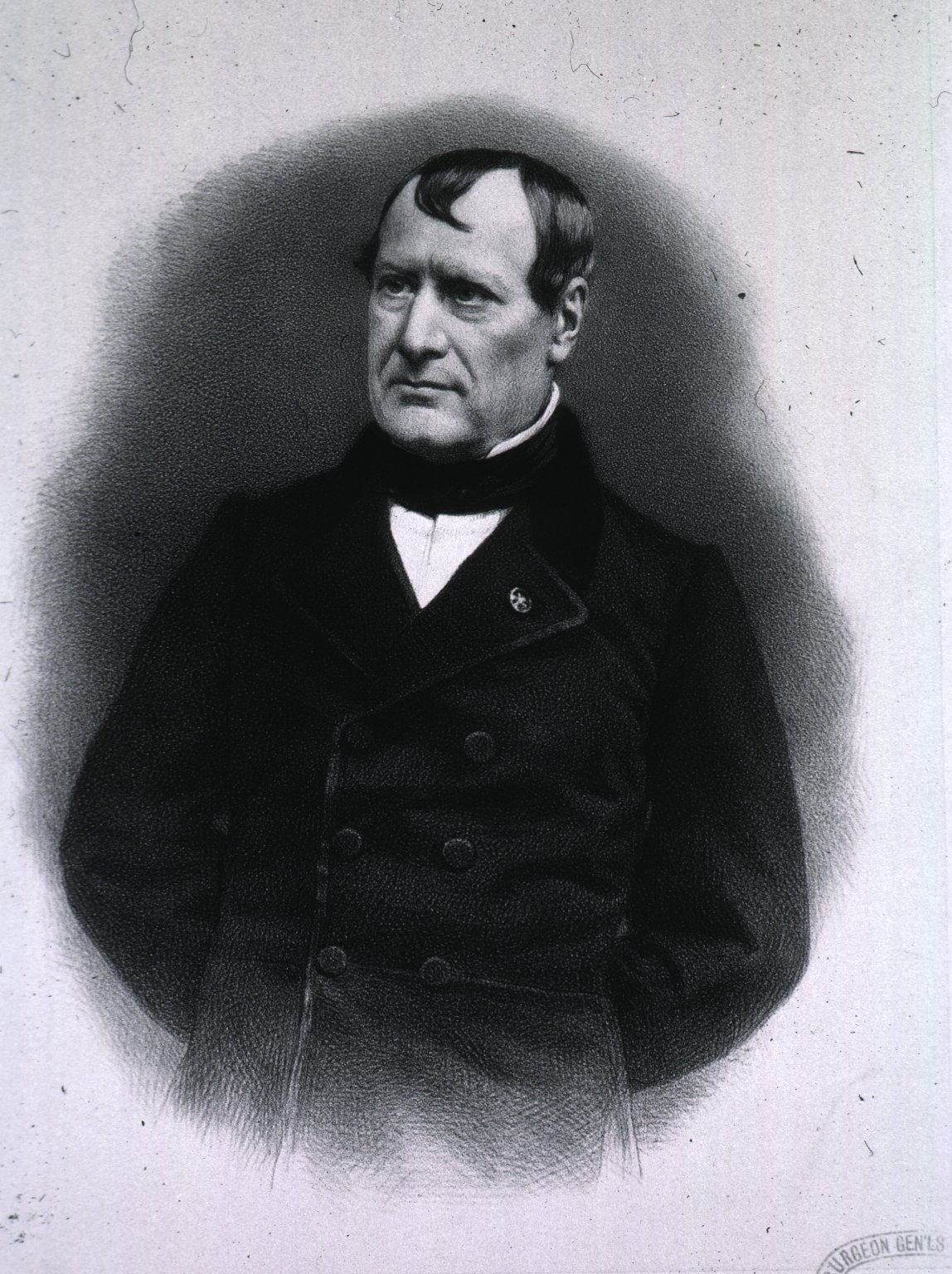
Pierre Flourens

Marie Jean Pierre Flourens, (Maureilhan, 13 april 1794 - Montgeron, 6 december 1867) was een Frans arts en bioloog, lid van de Académie française.

## Levensloop
Pierre Flourens studeerde geneeskunde in Montpellier en promoveerde tot doctor in 1813. Hij wijdde zich vooral aan de natuurlijke historie. Hij ondernam onderzoek naar het zenuwstelsel en gaf hierover in 1821 lessen voor de Athénée de Paris. Vanaf 1825 onderzocht hij de letsels die voorkwamen na chirurgische ingrepen op het zenuwstelsel. Op basis van zijn expertise werd hij in 1828 verkozen tot lid van de Académie des sciences en doceerde hij aan de Collège de France en in het Muséum national d'histoire naturelle. In 1835 werd hij lid van de Londense Royal Society.

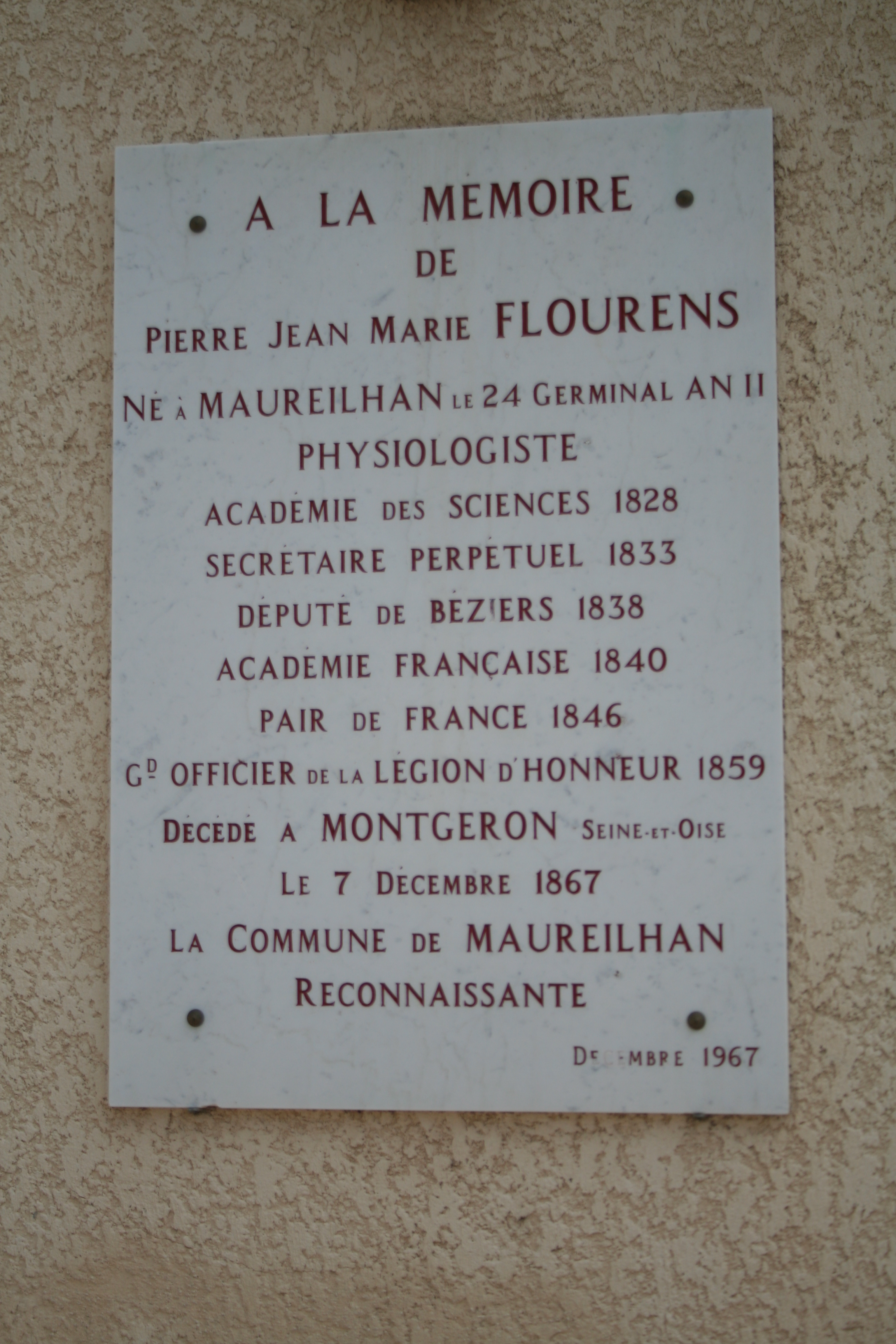
Plaket op het gemeentehuis van Maureilhan

Van 1837 tot 1838 was hij volksvertegenwoordiger voor het departement Hérault. In 1839 werd hij bij de verkiezingen verslagen.
In 1840 werd hij verkozen tot lid van de Académie française. Zijn tegenkandidaat was Victor Hugo. In 1846 werd hij benoemd tot pair de France.
Een beroerte in 1864 had tot gevolg dat hij zich terugtrok uit het openbaar leven. Hij overleed drie jaar later.

## Familie
Flourens was getrouwd met een dochter van de empiregeneraal Clément d'Aerzen.
De zoons van het echtpaar Flourens-d'Aerzen waren:
- Gustave Flourens (1838-1871), professor antropologie aan het Collège de France. Hij werd als docent geweigerd op verzoek van de katholieke kerk. Hij was een rode republikein, tegenstander van Napoleon III en generaal van de opstandige troepen tijdens de 'Commune de Paris', geëxecuteerd door een kapitein van het leger van Versailles op 3 april 1871.
- Émile Flourens (1841-1920), die minister van Buitenlandse Zaken werd (1886-1888).

## Publicaties
- Recherches expérimentales sur les propriétés et les fonctions du système nerveux dans les animaux vertébrés, Parijs, Crevot, 1824. Digitale tekst
- Cours sur la génération, l'ovologie et l'embryologie, fait au museum d'histoire naturelle en 1836, Parijs, Trinquart, 1836.
- Recherches sur le développement des os et des dents, Parijs, Gide, 1842.
- Anatomie générale de la peau et des membranes muqueuses, Patijs, Gide, 1843.
- Mémoires d'anatomie et de physiologie comparées, Patijs, J.-B. Baillière, 1844. Digitale tekst
- Histoire des travaux et des idées de Buffon, Parijs, Hachette, 1844 & 1850.
- Théorie expérimentale de la formation des os, Parijs, J.-B. Baillière  1847.
- Fontenelle, ou De la philosophie moderne relativement aux sciences physiques, Parijs, Paulin, 1847.
- Éloge de Blumenbach, Parijs, Mémoires de l'Académie des sciences, 1847.
- Examen de la phrénologie, Parijs, Hachette, 1851.
- De la Longévité humaine et de la quantité de vie sur le globe, Parijs, Garnier, 1856.
- De la Vie et de l'intelligence, Parijs, Garnier 1858.
- Recueil des éloges historiques lus dans les séances publiques de l'Académie des sciences, Parijs, Garnier, 1856-1862,  3 vol.
- Des manuscrits de Buffon, Parijs, Garnier, 1860.
- De la Raison, du Génie et de la Folie, Parijs, Garnier, 1861.
- De la phrénologie et des études vraies sur le cerveau, Parijs, Garnier, 1863. Digitale tekst
- Examen du livre de M. Darwin sur l'origine des espèces, Parijs, Garnier, 1864.
- Ontologie naturelle, ou étude philosophique des êtres, Garnier frères (Paris), 1864. Digtale tekst
- Psychologie comparée, Parijs, Garnier, 1865. Digitale tekst
- Samen met Georges Cuvier, Ferdinand Hoefer, Alexander von Humboldt en Charles Lyell, Discours sur les révolutions du globe,  Parijs, Firmin-Didot, 1879. Digitale tekst op IRIS